# ديميتري ليوتيتش
كان ديميتري ليوتيتش (12 أغسطس 1891 – 23 أبريل 1954) سياسيًا وأيديولوجيًا فاشيًا يوغسلافيًا وصربيًا أسس الحركة الوطنية اليوغسلافية (زبور) في عام 1935 وتعاون مع السلطات المحتلة الألمانية في إقليم القائد العسكري في صربيا خلال الحرب العالمية الثانية.
انضم ليوتيتش إلى الجيش الصربي مع اندلاع حرب البلقان، وقاتل إلى جانب الصرب في الحرب العالمية الأولى وبقي في الخدمة الفعلية حتى عام 1920، حين قرر أن يسعى وراء مسيرة سياسية. انضم ليوتيتش إلى حزب الشعب الراديكالي في تلك السنة وأصبح ممثلًا إقليميًا لمقاطعة سميديريفو في عام 1930. في عام 1931، عين ليوتيتش في منصب وزير العدل اليوغسلافي من قبل الملك أليكساندر الأول، إلا أنه تقدم باستقالته بعد خلاف وقع بينه وبين الملك حول شكل النظام السياسي ليوغسلافيا. أسس ليوتيتش زبور في عام 1935. وتلقى الحزب بعض الدعم من الجماهير الصربية المعادية لألمانيا إلى حد كبير ولم ينل أكثر من 1% من مجموع الأصوات في الانتخابات البرلمانية اليوغسلافية لعامي 1935 و1938. اعتقل ليوتيتش خلال الفترة التمهيدية لانتخابات عام 1938 وأرسل لفترة قصيرة إلى مشفى للأمراض النفسية بعد اتهام السلطات له بأنه يعاني من «هوس ديني». أعرب ليوتيتش عن معارضته لاتفاقية سفيتكوفيتش ماسيك في عام 1939 وكان رد فعل مناصريه على الاتفاقية ردًا عنيفًا. وسرعان ما حظرت الحركة الوطنية اليوغسلافية من قبل الحكومة اليوغسلافية، الأمر الذي أجبر ليوتيتش على التخفي. وبقي متخفيًا حتى شهر أبريل من عام 1941، حين غزت قوى المحور يوغسلافيا. في وقت لاحق دعي ليوتيتش من قبل الألمان للانضمام إلى حكومة الدمية الصربية التي ترأسها ميلان أسيموفيتش وعرض عليه منصب المفوض الاقتصادي. لم يتولّ ليوتيتش منصبه قط، وكان ذلك جزئيًا لكرهه فكرة لعب دور ثانوي في الإدارة وجزئيًا بسبب انعدام شعبيته. لجأ ليوتيتش إلى ممارسة نفوذه بصورة غير مباشرة على حكومة الدمية اليوغسلافية عبر اثنين من أقرب معاونيه الذين كان الألمان قد اختاروهما كمفوضين. في شهر سبتمبر من عام 1941، أعطى الألمان ليوتيتش الإذن بتشكيل فصيل تطوعي صربي أعيدت تسميته لاحقًا إلى فيلق المتطوعين الصرب.
شُجب ليوتيتش علنًا كخائن من قبل الحكومة اليوغسلافية في المنفى وقائد مفارز تشيتنيك للجيش اليوغوسلافي درازا ميهايلوفيتش في شهر يوليو من عام 1942. غادر ليوتيتش وموظفون متعاونون صرب آخرون بيلغراد في شهر أكتوبر من عام 1944 وتوجهوا إلى سلوفينيا حيث قرروا شن هجوم ضد دولة كرواتيا المستقلة. بين شهري مارس وأبريل، وافق ليوتيتش وميهايلوفيتش على تحالف مستميت ضد بارتيزان يوغسلاف الذي كان يقوده شيوعيون واندمجت قواتهما تحت قيادة جنرال التشيتنيك ميودراغ دامجانوفيتش في 27 من شهر مارس. قتل ليوتيتش في حادث سيارة في 23 أبريل ودفن في مقبرة شيمبتر بري غريتسي. وأجريت جنازته بصورة مشتركة من قبل الأسقف نيكولاي فيليميروفيتش والبطريرك الصربي الأرثوذوكسي غافريلو دوزيتش، الذي كان ليوتيتش قد أمن إطلاق سراحه من معسكر داخاو للاعتقال في شهر ديسمبر الفائت. في أوائل شهر مايو، قاد دامجانوفيتش تشكيلات تشيتنيك التابعة فيلق المتطوعين الصرب تحت قيادته إلى شمالي غرب إيطاليا، حيث استسلم للبريطانيين ووضع في معسكرات الاعتقال. في وقت لاحق رحل العديد منهم إلى يوغسلافيا، حيث أعدم عدة آلاف من قبل البارتيزانز ودفنوا في مقابر جماعية في هضبة كوسيفسكي روغ. وهاجر البعض نحو الغرب حيث أسسوا منظمات هجرة كانت تهدف إلى الترويج للبروباغاندا السياسية للحركة الوطنية اليوغسلافية. وتواصلت في المنفى العداوة بين هذه المجموعات وبين المجموعات المتحالفة مع التشيتنيك.

## النشأة
ولد ديميتري ليوتيتش في بلغراد في 12 من شهر أغسطس من عام 1891 لفلاديمير ليوتيتش وزوجته ليوبيكا (الاسم عند الولادة ستانوجيفيتش). كان والده سياسيًا بارزًا في مدينة سميديريفو الساحلية وشغل منصب قنصل حكومي صربي في اليونان.
كانت أسرة ليوتيتش تنحدر من شقيقين، دوردي وتوميسلاف ديميتريفيتش الذين كانا من قرية بلاكي في مقدونيا اليونانية. يعود أصل كنية ليوتيتش إلى دوردي، الذي غالبًا ما كان يلقب ب «ليوتا». استقر الشقيقان في قرية كرنجيفو نحو العام 1750 وانتقلا إلى سميديريفو في النصف الثاني من القرن الثامن عشر. كان ثمة رابط قوي بين الشقيقين ليوتيتش وسلالة كارادورديفيتش التي كانت قد حكمت صربيا عدة مرات على مدى القرن التاسع عشر. 
في عام 1858، استولت على السلطة في البلاد سلالة أوبرينوفيتش المنافسة وأرسلت الأمير أليكساندر كارادورديفيتش إلى المنفى. رحل والد ليوتيتش من البلاد في عام 1868 بعد تورطه في مؤامرة ضد سلالة أوبرينوفيتش وزعيمها، الأمير ميلان. ولم يعد إلى صربيا حتى الإطاحة بميلان في 6 من شهر مارس من عام 1889. وبعيدًا عن كونه صديقًا مقربًا من ملك صربيا المستقبلي، بطرس الأول، كان والد ليوتيتش أيضًا أول شخص يترجم البيان الشيوعي إلى اللغة الصربية. كان الجد الأكبر لليوتيتش من جهة الأم، النياز ستانوجي، خارجًا عن القانون قتل في مذبحة النيازيون في شهر يناير من عام 1804.
أنهى ليوتيتش دراسته الابتدائية في سميديريفو. والتحق بالمدرسة الداخلية في سالونيكا، حيث كانت أسرته قد انتقلت في عام 1907. كانت ليوتيتش شخصًا متدينًا بإخلاص في سنوات شبابه، حتى أنه فكر في مسيرة مهنية في الكنيسة الارثوذوكسية الصربية. وتأثر إلى حد كبير بمذهب تولستوي في اللاعنف، إلى أنه رفض لاحقًا هذا المذهب خلال الحرب العالمية الأولى. بناء على نصيحة والده، مضى ليوتيتش ليدرس الحقوق وتخرج في كلية الحقوق في جامعة بيلغراد. ومع اندلاع حرب البلقان، انضم ليوتيتش إلى الجيش الصربي. 
في خريف عام 1913، قبل ليوتيتش منحة دراسية من الدولة للدراسة في باريس. وبقي في المدينة لنحو عام، وفي حين كان يدرس في معهد الزراعة تعرف على الأفكار اليمينية والفاشية الأولية للكاتب تشارلز ماوراس. كان ماوراس أحد المعادين الفرنسيين للثورة، وأسس الحركة السياسية اليمينية التي عرفت باسم الحركة الفرنسية وأثرت كتاباته في الفاشيين الأوروبيين وأيديولوجيي نظام فيشي خلال الحرب العالمية الثانية. وصف ليوتيتش ماوراس بأنه «روح مشعة نادرة» وأشار إليه على أنه أحد أعظم ملهميه الفكريين. 
عاد ليوتيتش إلى باريس منذ 1 من شهر سبتمبر من عام 1914 وعاود الانضمام إلى الجيش الصربي. وحصل على رتبة عريف مع نهاية السنة وتعرض لإصابة خلال هجوم قطب أوفتشي. خلال شتاء عامي 1915 و1916، شارك ليوتيتش في انسحاب الجيش الصربي عبر ألبانيا. وبقي ليوتيتش في الخدمة الفعلية بعد نهاية الحرب مع وحدة تكفلت بحماية الحدود بين مملكة يوغسلافيا المشكلة حديثًا ومملكة إيطاليا بالقرب من بلدة باكار. خلال تلك الفترة، عمل ليوتيتش أيضًا لاستخبارات مملكة يوغسلافيا. في عام 1919، ساعد في سحق إضراب سكك حديدية كان يهدف إلى إعاقة تدفق الذخيرة إلى القوى المناهضة للشيوعية التي كانت تحارب ضد بيلا كون في المجر. في عام 1920، أمر ليوتيتش القوات التي كانت تحت إمرته باعتقال عمال السكك الحديدية المضربين مع قناعته بأنهم جميعًا كانوا ضالعين في مؤامرة شيوعية. سرح ليوتيتش في 17 من شهر يونيو من عام 1920. وتزوج لاحقًا إيفكا مافريناك، الكرواتية الكاثوليكية الرومانية من قرية كراسيكا الواقعة على الحدود الساحلية الكرواتية. أنجب الثنائي ولدين، فلاديمير ونيكولا، وابنة، ليوبيكا. انتقل ليوتيتش وزوجته إلى بلغراد بعد فترة من زواجهما. اجتاز ليوتيتش اختبار القبول في نقابة المحامين في 22 من شهر سبتمبر من عام 1921، وبدأ بممارسة المحاماة. وأصبح في وقت لاحق نائبًا لرئيس المجلس الأبرشي في الكنيسة الأرثوذوكسية الصربية في بلدة بوزاريفاك، ومثل أبرشية بوزاريفاك في المجلس البطريركي للكنيسة. 

## المسيرة السياسية خلال فترة ما بين الحربين

### حزب الشعب الراديكالي ووزارة العدل
انضم ليوتيتش إلى حزب الشعب الراديكالي الذي ترأسه نيكولا باسيتش في عام 1920، وذكر أن تلك كانت «مشيئة الله». وترشح لمنصب عام في الانتخابات البرلمانية لعام 1927 ونال 5614 صوتًا. وقد بلغ ذلك نسبة 19,7% من مجموع الأصوات في مقاطعة سميديريفو، إلا أنه لم يكن كافيًا لجعله يفوز بالمقعد في البرلمان، الذي فاز به سياسي الحزب الديمقراطي كوستا تيموتيجيفيتش. خرج ليوتيتش من حزب الشعب الراديكالي بعد فترة قصيرة من هذه الانتخابات. 
في 28 من شهر يونيو من عام 1928، اغتال السياسي المونتينيغري بونيسا راسيتش ممثلي حزب الفلاحين الكرواتي بافل راديتش ودورو باساريسيتش وتسبب بجروح مميتة لقائد حزب الفلاحين ستيبان راديتش في حادث إطلاق نار وقع على أرض برلمان مملكة يوغسلافيا. دفعت حادثة إطلاق النار بالملك أليكساندر إلى تعليق الدستور الفيدوفاني في 6 من شهر يناير من عام 1929 وإعلان قيام دكتاتورية ملكية.